# San Ildefonso (Ilocos Sur)
San Ildefonso is een gemeente in de Filipijnse provincie Ilocos Sur op het eiland Luzon. Bij de laatste census in 2010 telde de gemeente ruim 7 duizend inwoners.

## Geografie

### Bestuurlijke indeling
San Ildefonso is onderverdeeld in de volgende 15 barangays:
| - Arnap - Bahet - Belen - Bungro - Busiing Norte - Busiing Sur - Dongalo - Gongogong | - Iboy - Kinamantirisan - Otol-Patac - Poblacion East - Poblacion West - Sagneb - Sagsagat |

## Demografie
San Ildefonso had bij de census van 2010 een inwoneraantal van 7.075 mensen. Dit waren 405 mensen (6,1%) meer dan bij de vorige census van 2007. Ten opzichte van de census van 2000 was het aantal inwoners gegroeid met 1.491 mensen (26,7%). De gemiddelde jaarlijkse groei in die periode kwam daarmee uit op 2,39%, hetgeen hoger was dan het landelijk jaarlijks gemiddelde over deze periode (1,90%).

De bevolkingsdichtheid van San Ildefonso was ten tijde van de laatste census, met 7.075 inwoners op 11,35 km², 623,3 mensen per km².